# Anaconda (Walygator Parc)
De Anaconda is een houten achtbaan in het Franse Walygator Parc. Tijdens de opening was dit de eerste houten achtbaan in Frankrijk. De achtbaan is gebouwd door Spie. Dit bedrijf is niet gespecialiseerd op het gebied van attracties. De Anaconda is ontworpen door William Cobb.